# Philodina patula
Philodina patula är en hjuldjursart som beskrevs av Colin Milne 1916. Philodina patula ingår i släktet Philodina och familjen Philodinidae. Inga underarter finns listade i Catalogue of Life.